# Scheda telefonica

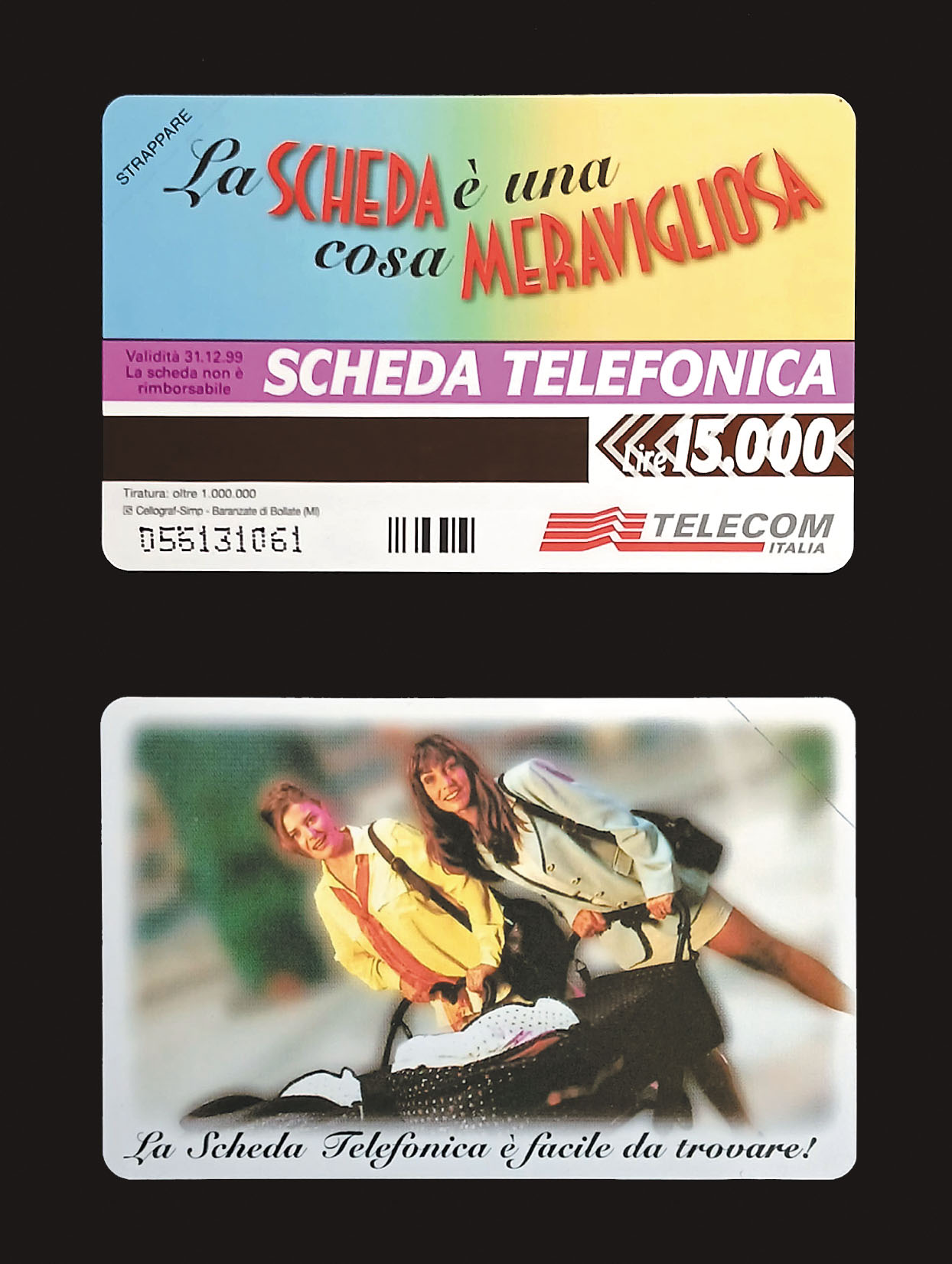
Un esemplare nuovo di scheda telefonica Telecom Italia a brevetto Urmet da Lire 15.000 del 1997, all'apice della sua diffusione

La scheda telefonica, inizialmente nota anche come carta telefonica, era una tessera in carta e successivamente in plastica mediante la quale era possibile effettuare telefonate presso i telefoni pubblici.
Più largamente diffusa a partire dalla fine degli anni ottanta del Novecento per almeno un decennio, l'utilizzo della scheda telefonica in Italia e nel mondo è andato drasticamente diminuendo con l'avvento e la sempre maggiore diffusione della telefonia cellulare privata e dei successivi smartphone, con una conseguente diminuzione delle cabine telefoniche presenti sul territorio.
Dopo anni di costante declino nelle vendite, in Italia, non sono state più prodotte schede telefoniche prepagate per l'utilizzo dei telefoni pubblici dal 2018 e nel resto del mondo non si hanno notizie sul loro utilizzo. La diffusione e il commercio delle schede telefoniche sussiste nel solo mercato collezionistico.

## Storia

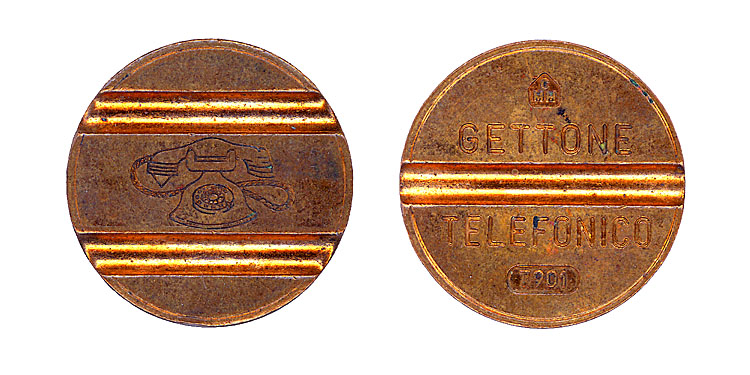
Esemplari di gettone telefonico in uso in Italia dal 1° gennaio 1959 fino al 31 dicembre 2001

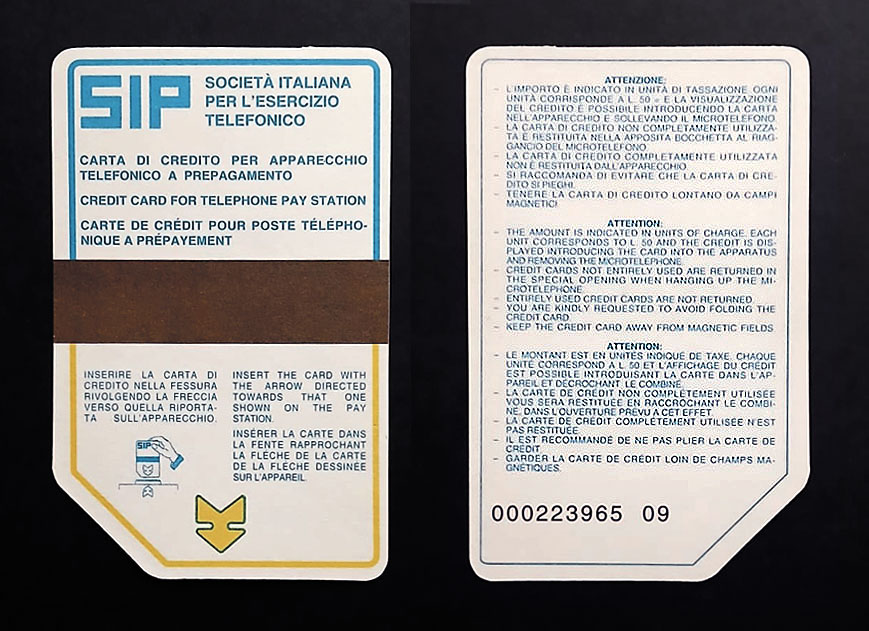
Un rarissimo esemplare di scheda telefonica "Serie 0" a brevetto SIDA, la prima scheda telefonica italiana

La prima scheda telefonica della storia venne introdotta in Italia nel 1976 dalla SIP - Società Italiana per l'Esercizio Telefonico, l'attuale TIM.
La motivazione che, fin dai primi anni settanta, mosse i vertici dell’azienda telefonica italiana SIP a realizzare una scheda prepagata per l’utilizzo presso le cabine e i telefoni pubblici, trae origine nell’intento di ridurre l’utilizzo dei poco pratici gettoni telefonici e delle monete, che fino a quel momento erano gli unici mezzi per pagare le telefonate dagli apparecchi telefonici pubblici, ma altresì la pressante necessità di contenere le frodi e i correlati episodi di vandalismo o furto di contanti a danno dei telefoni pubblici delle numerose cabine telefoniche dislocate sul territorio.
In quegli anni la SIP vagliò le tecnologie già esistenti in commercio per la realizzazione di schede prepagate a uso privato, coinvolgendo svariati produttori italiani ed esteri: IPM, Landys&Gyr, SGS-Ates, Siemens e SIDA.
A seguito di circa tre anni di sperimentazione e realizzazione di prototipìe, fra cui rarissime schede in plastica con primordiali contatti in oro realizzate dalla SGS-Ates e testate presso l’SSGRR de L’Aquila, la SIP scelse la più economica tecnologia della SIDA, un’azienda italiana di Montichiari che brevettò la prima scheda telefonica della storia. Questo determinò un primato tutto italiano, poiché la SIP fu così la prima azienda telefonica al mondo a produrre e commercializzare una scheda telefonica per l’utilizzo di telefoni pubblici.

### Italia
La prima scheda telefonica realizzata fu quella a brevetto SIDA, che venne in seguito denominata "Serie 0" o anche "Precursoria SIDA". Essa era realizzata in cartonato pressato e stampato, a fondo completamente bianco con scritte blu e una banda magnetica sul frontespizio che l'attraversava centralmente sul lato corto, dove erano contenute quattro unità di scatto da 50 Lire ciascuna. La prima postazione pilota per sperimentare l’utilizzo di questa nuova tecnologia fu installata nel 1976 a Roma, presso il Galoppatoio di Villa Borghese. 
All’esaurimento del credito, la scheda veniva trattenuta all’interno dell’apparecchio telefonico dotato dell’apposito lettore per essere successivamente prelevata e distrutta da una squadra speciale della Guardia di Finanza allo scopo di evitare frodi.

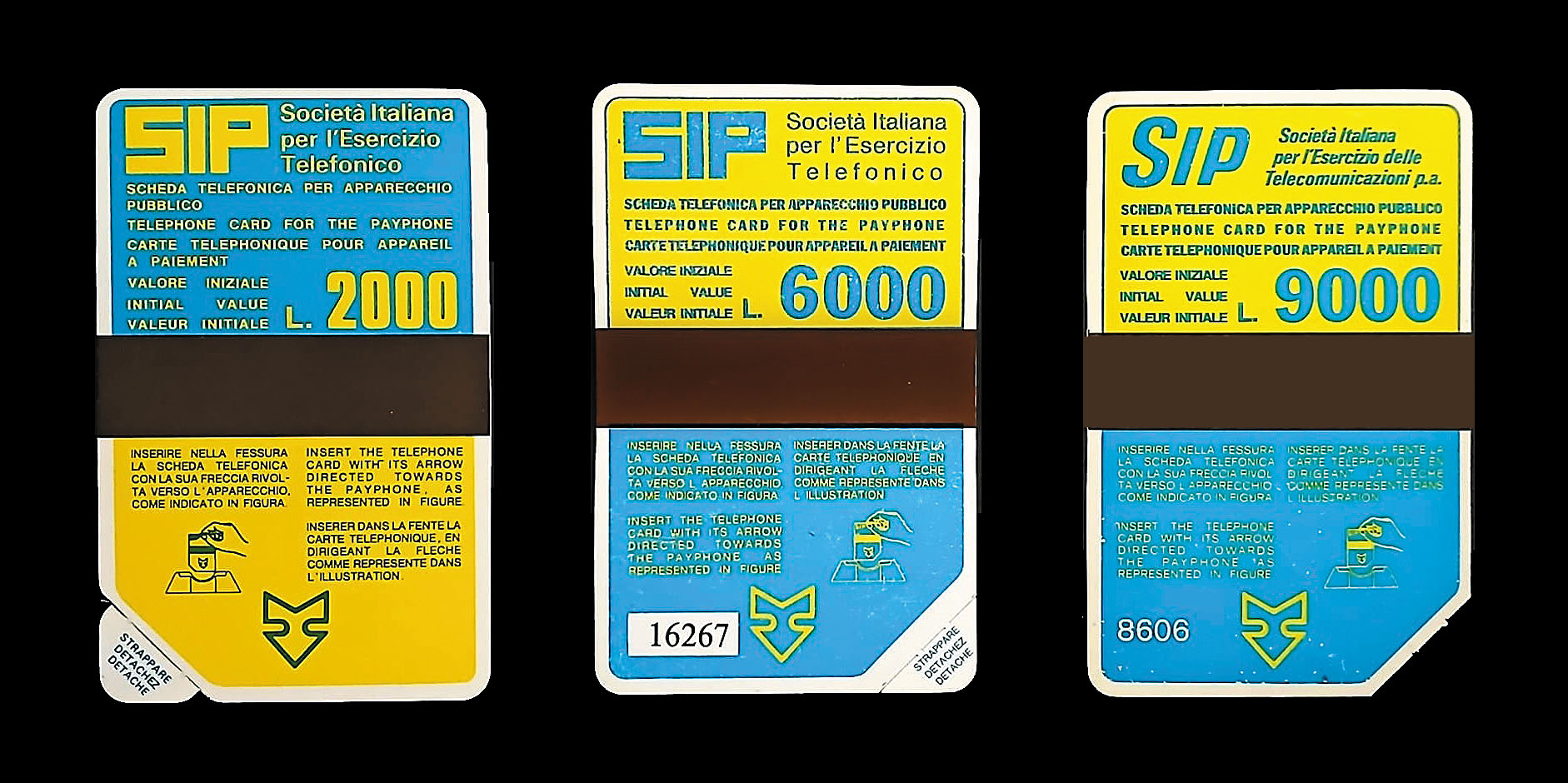
Esemplari di schede telefoniche SIP a brevetto SIDA, commercializzate tra la fine degli anni settanta e i primi anni ottanta del Novecento. Da sinistra a destra si possono vedere un esemplare ciascuno del "I Gruppo", del "II Gruppo" e del "III Gruppo"

Inizialmente l’iniziativa non riscosse il successo sperato, forse anche a causa dell’inconsistenza del supporto cartaceo della scheda stessa, ciò nonostante la sperimentazione continuò e si estese anche a ulteriori centri SIP di Torino e Milano. 
Tuttavia il brevetto SIDA nel frattempo venne utilizzato anche all’estero, come nella produzione di analoghe schede telefoniche realizzate per l’azienda telefonica venezuelana CANTV.

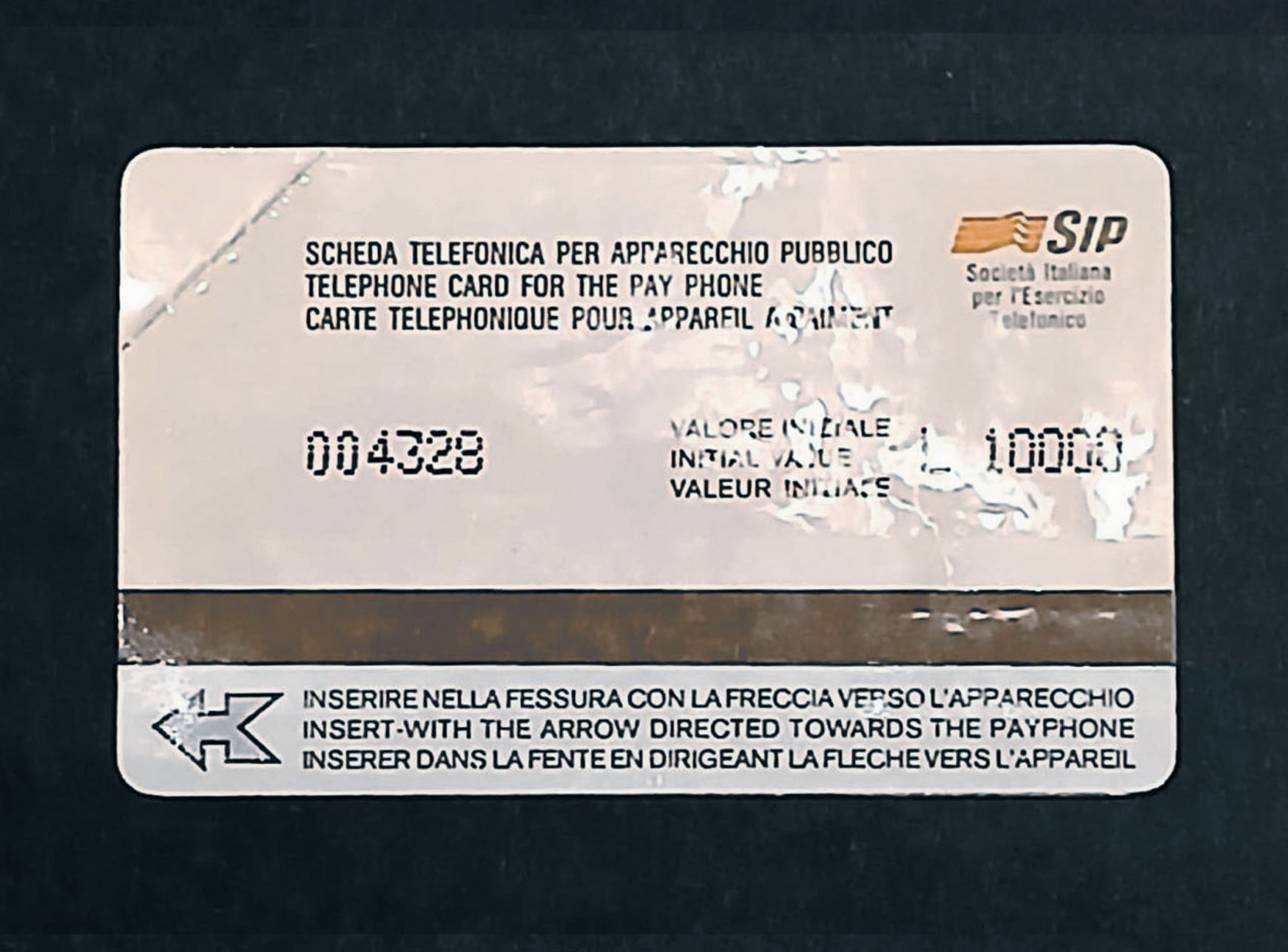
Un esemplare nuovo e sperimentale di scheda telefonica SIP "Serie Bianca" a brevetto Urmet in cartone pressato plastificato

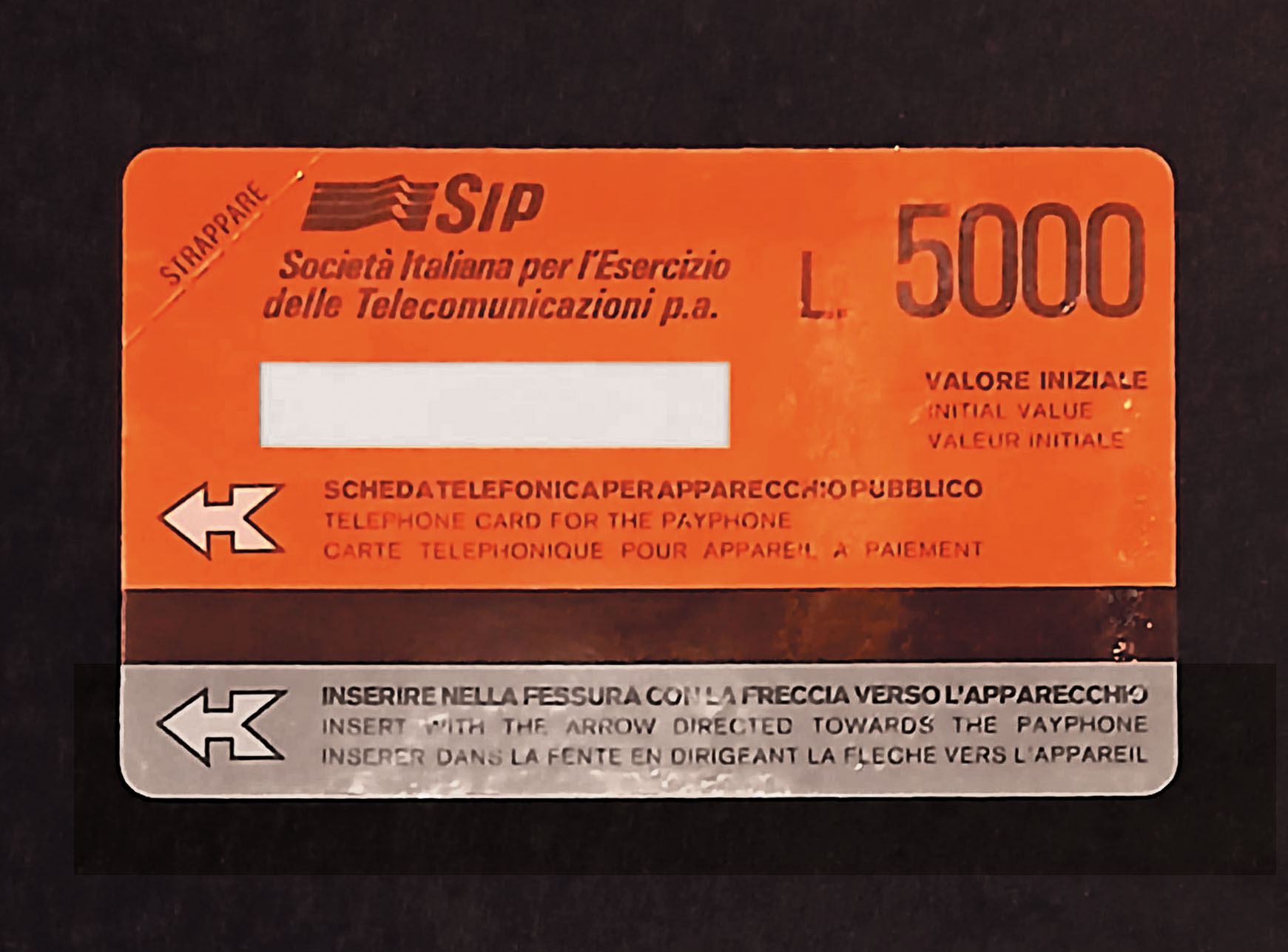
Un esemplare nuovo di scheda telefonica SIP "Serie Rossa" a brevetto Urmet, commercializzata nel 1987, in cartone pressato e plastificato

Per assistere a un più concreto e diffuso successo di questa nuova tecnologia si dovette attendere la seconda metà degli anni ottanta del Novecento, quando la SIP si adoperò contestualmente per rinnovare la propria immagine e sostituire le vecchie cabine telefoniche "gialle" contenenti i vecchi apparecchi telefonici a gettoni, con le cabine "rosse" dotate del nuovo apparecchio telefonico Rotor, prodotto dalla torinese Urmet e introdotto a partire dal 1987, che poteva accettare in pagamento sia gettoni che monete, ma ovviamente anche le schede telefoniche; in alcuni casi furono installati pure analoghi modelli di telefono Rotor III, che funzionavano unicamente mediante schede telefoniche.
Giunti a questo traguardo, è doveroso specificare che nel frattempo erano cambiate anche le schede telefoniche stesse, che dal 1985 avevano abbandonato l'ormai obsoleta tecnologia SIDA in favore del più evoluto brevetto della Urmet, commercializzato per la prima volta con le schede della cosiddetta "Serie Rossa", dopo alcuni anni di sperimentazione di precedenti prototipi. 
In queste nuove schede a brevetto Urmet diverso era anche l’orientamento della banda magnetica, orizzontale sul lato lungo e i tagli di vendita assunsero una connotazione definitiva, assestandosi su 5.000 Lire, 10.000 Lire, 15.000 Lire e, come recava scritto la scheda, esse erano in vendita nei capoluoghi di provincia.
In seguito anche il supporto variò, preferendo il PVC, materiale difficilmente deformabile, leggero, flessibile, impermeabile e, cosa molto importante, tale da non incepparsi nei lettori. Successivamente furono introdotti anche i più rari tagli da 20.000 Lire, 1.000 Lire, 2.000 Lire e le schede "omaggio" personalizzate con il retro raffigurante la pubblicità di chi ne faceva richiesta, poiché la vera innovazione della successiva versione della scheda a brevetto Urmet, denominata "Serie Azzurra", fu proprio il recto completamente stampabile, che fece della scheda telefonica un veicolo pubblicitario a tutti gli effetti, forte della sua capillare diffusione sul territorio e con la possibilità di una tiratura alta, che raggiungeva o superava anche il milione di copie per soggetto. Quest'ultima caratteristica alimentò anche il nascente mercato del collezionismo di schede telefoniche che perdura anche in tempi odierni.

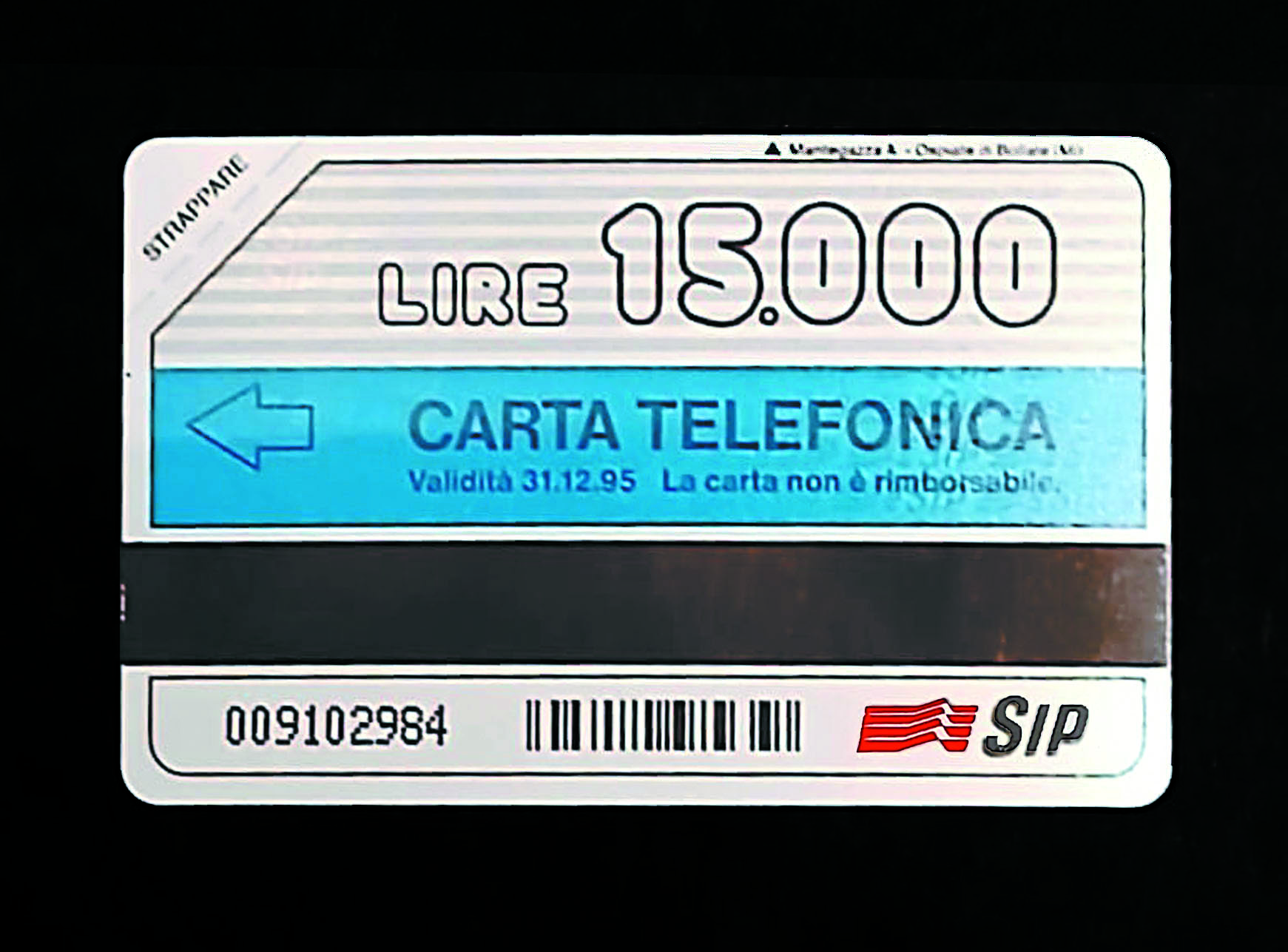
Un esemplare nuovo di scheda telefonica SIP "Serie Azzurra" a brevetto Urmet del 1993, in PVC

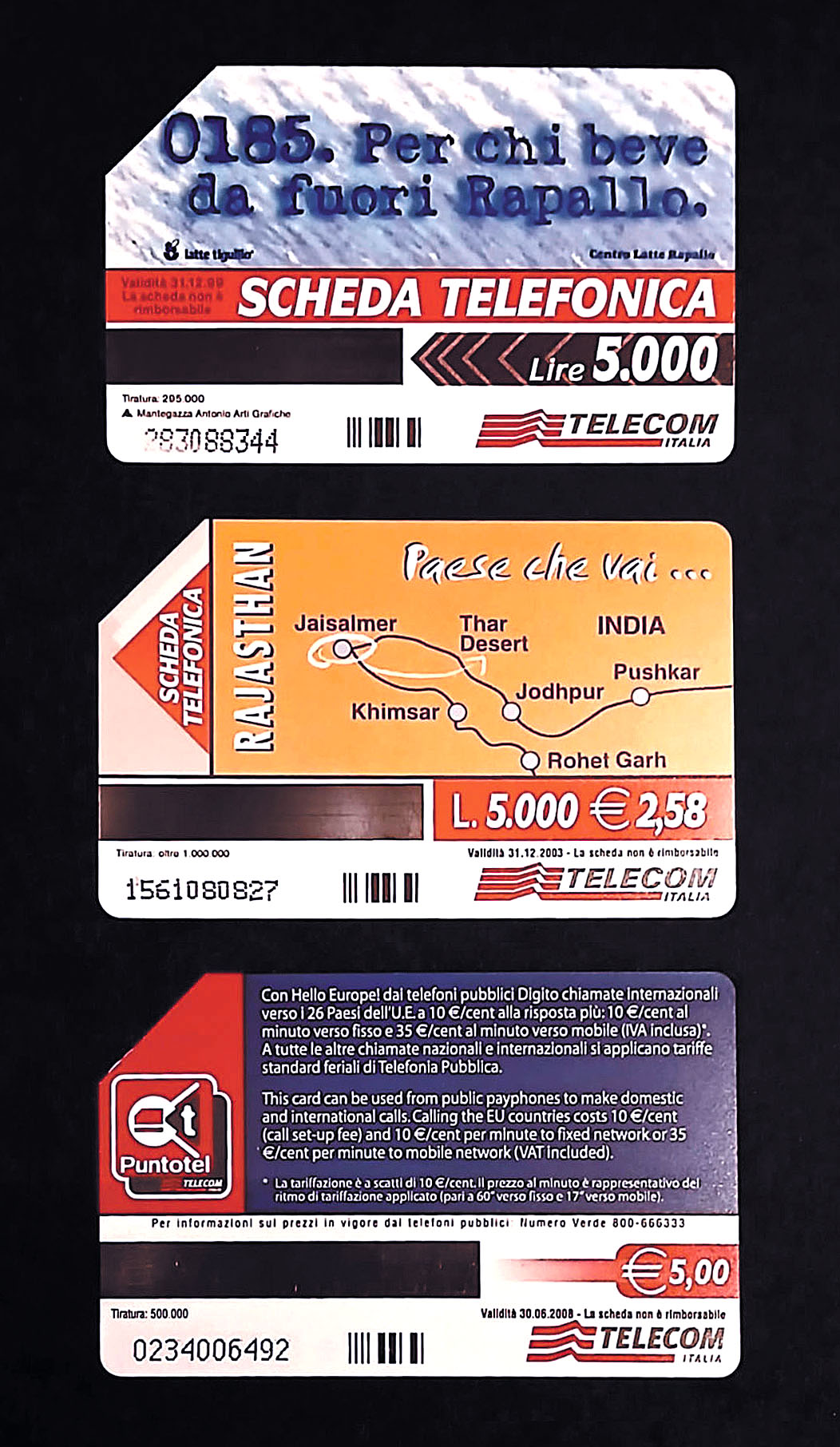
Esemplari usati di schede telefoniche Telecom Italia a brevetto Urmet degli anni novanta del Novecento con valuta espressa in Lire, in doppia valuta (Lira/Euro) e in Euro

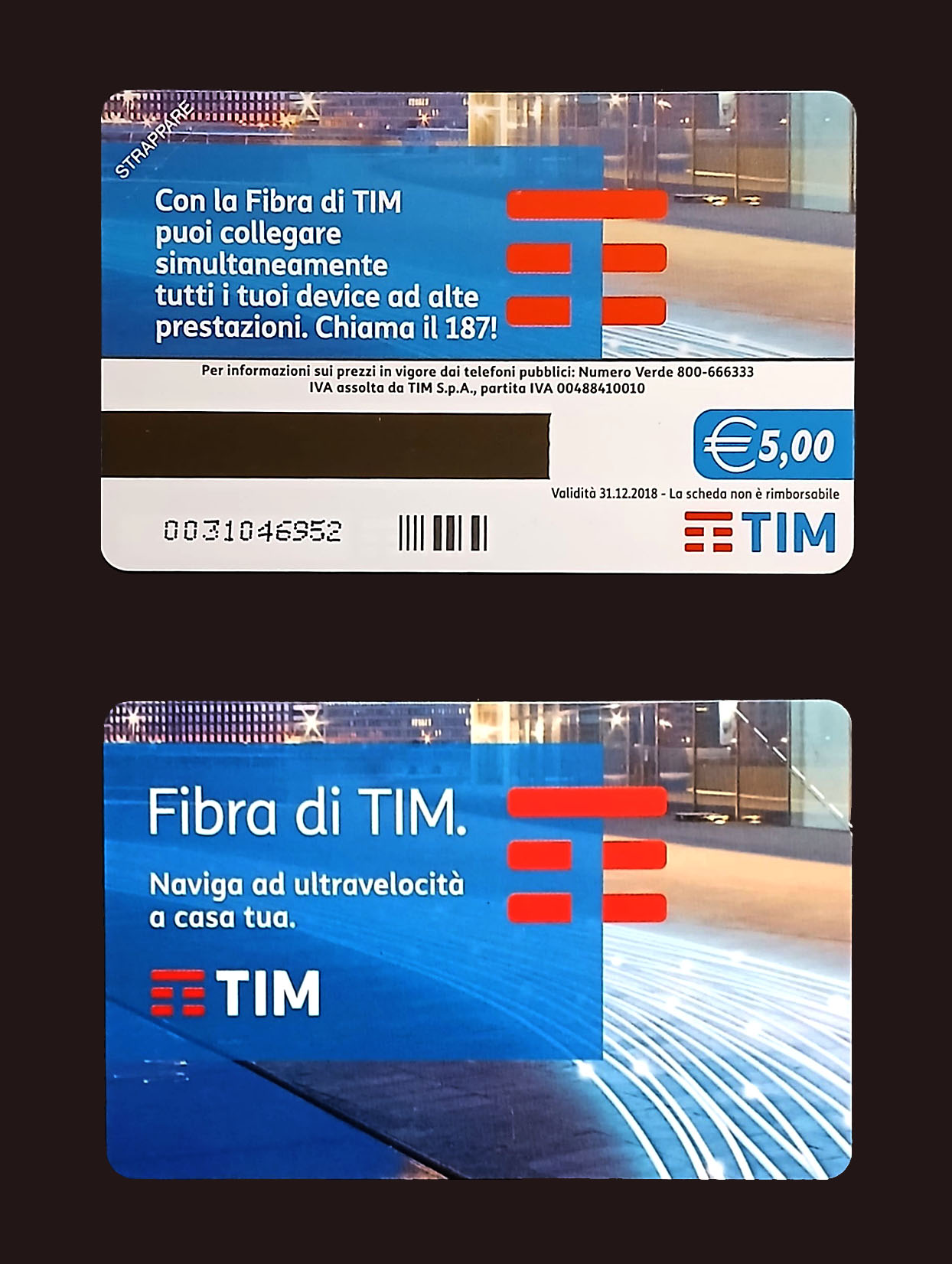
Un esemplare nuovo di una delle ultime scheda telefoniche TIM a brevetto Urmet, realizzato nel 2017 in tiratura limitata per il solo mercato collezionistico

Nel 1994, con il cambio societario che portò alla nascita di Telecom Italia, le schede subirono anch'esse un radicale rinnovo d'immagine, concedendo alla pubblicità anche la parte superiore del fronte, dove cambiò la dicitura principale, mutata da "carta" a "scheda" e che venne inserita in una banda di diverso colore a seconda del taglio: verde per le schede da 1.000 Lire, giallo scuro per le schede da 2.000 Lire, rosso per le schede da 5.000 Lire, blu per quelle da 10.000 Lire e viola per i tagli da 15.000 Lire. La banda magnetica divenne più corta per poter ospitare a lato il valore facciale. Rimase invariata la banda bianca a piede contenente il logo Telecom Italia, con i codici a barre e quello numerico, l'indicazione del produttore ma lasciando posto a una novità, la dicitura riguardante la tiratura.

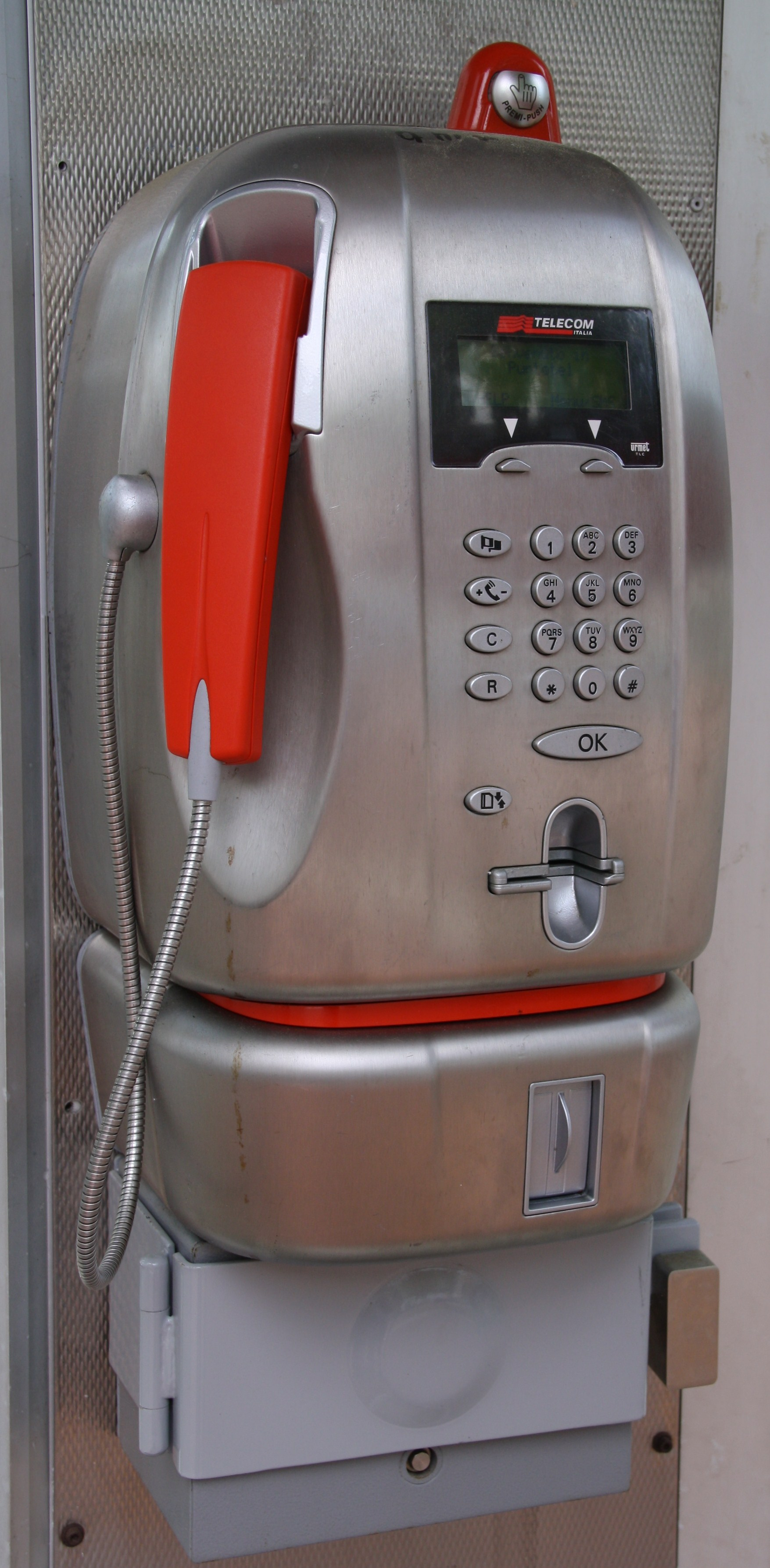
Uno dei più recenti esemplari di telefono pubblico italiano, modello Digito, dotato di gettoniera e di lettore di schede a banda magnetica a brevetto Urmet

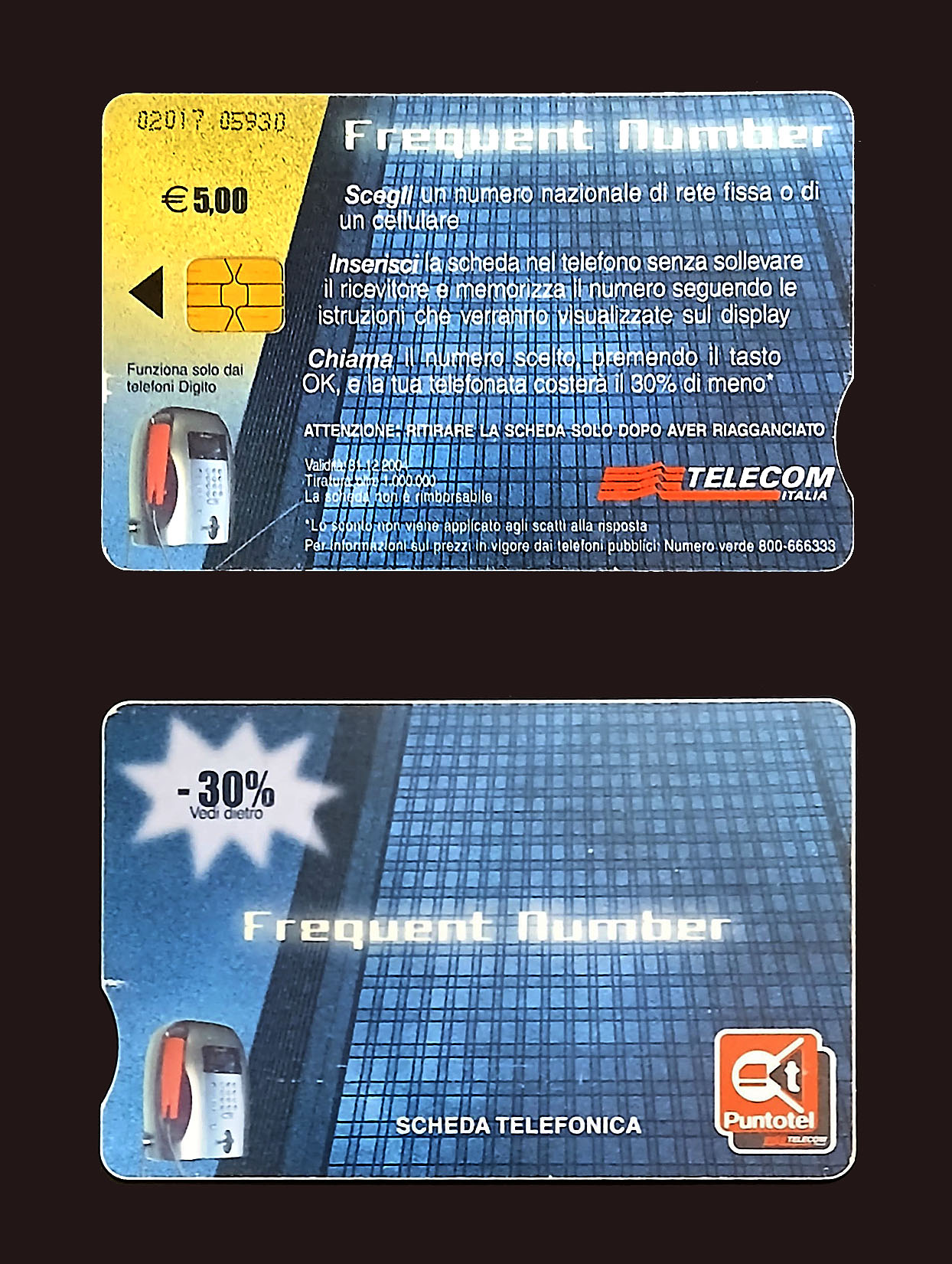
Esemplare di scheda telefonica Telecom Italia con il "chip", per l'utilizzo dei telefoni pubblici Digito

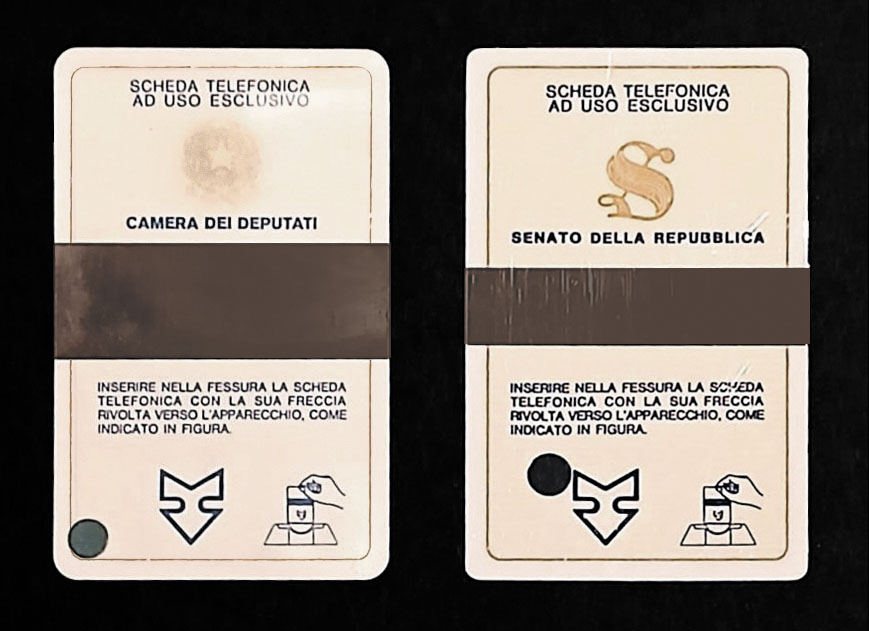
Rari esemplari di scheda telefonica SIP a brevetto SIDA dei primi anni ottanta del Novecento, destinate a parlamentari di Camera dei Deputati e del Senato della Repubblica

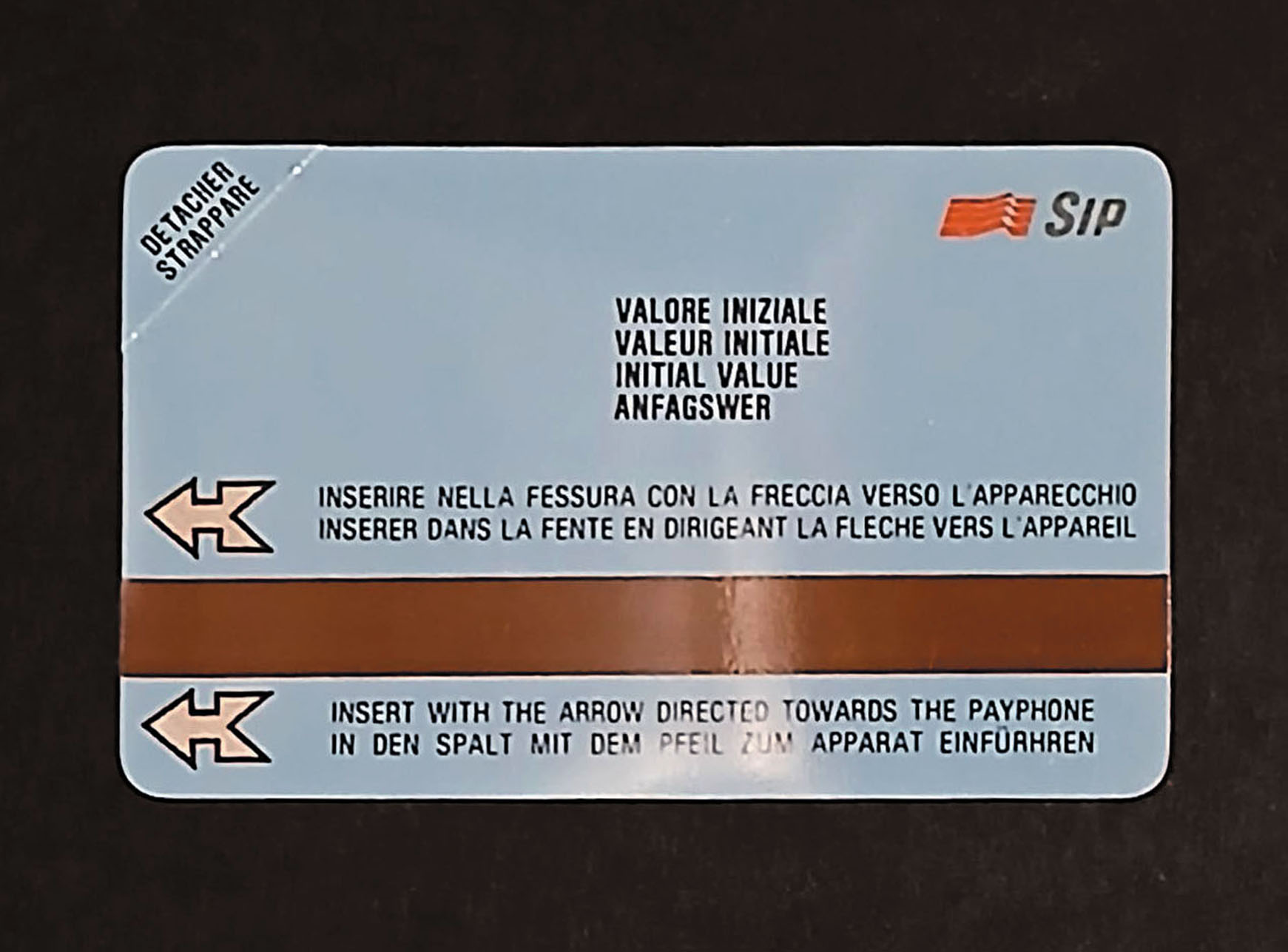
Raro esemplare sperimentale di scheda telefonica SIP a brevetto Urmet precursoria della "Serie Bianca" denominata "NATO blu", poiché realizzata per l'utilizzo sperimentale nelle soli basi militari Nato in Italia

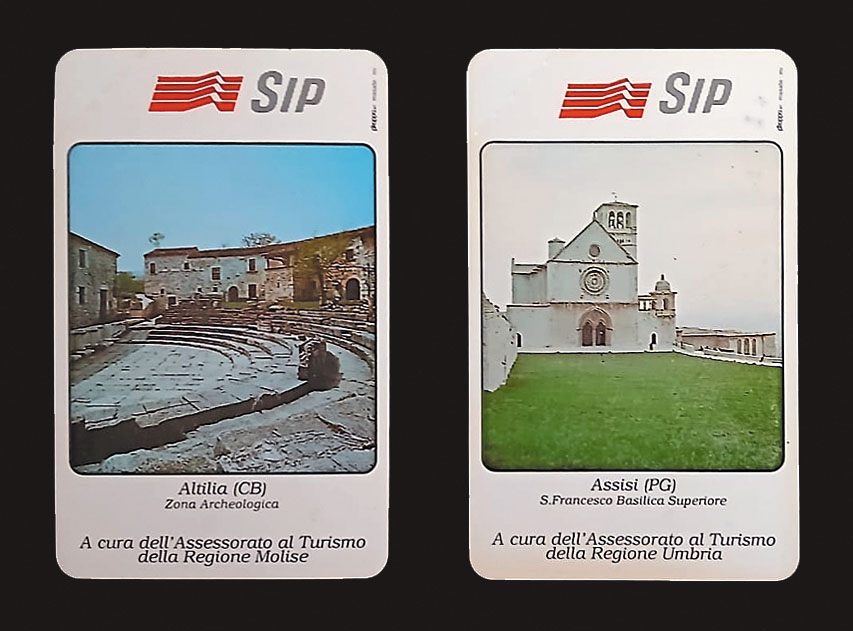
Esemplare nuovo di scheda telefonica SIP a brevetto Urmet della "Serie Turistica", di cui fa parte il più raro esemplare "Torre di Pisa"

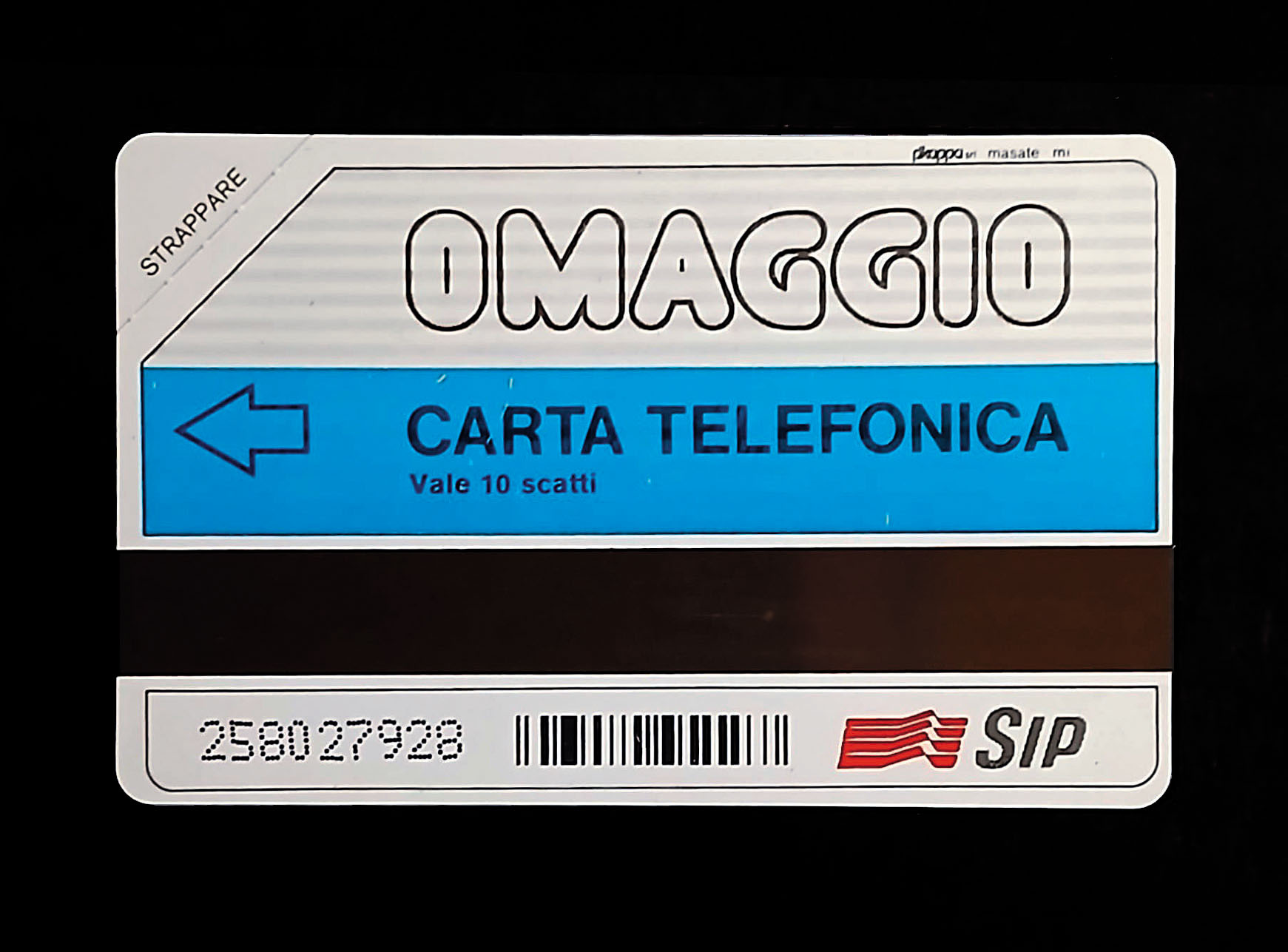
Esemplare nuovo di scheda telefonica SIP "omaggio" a brevetto Urmet

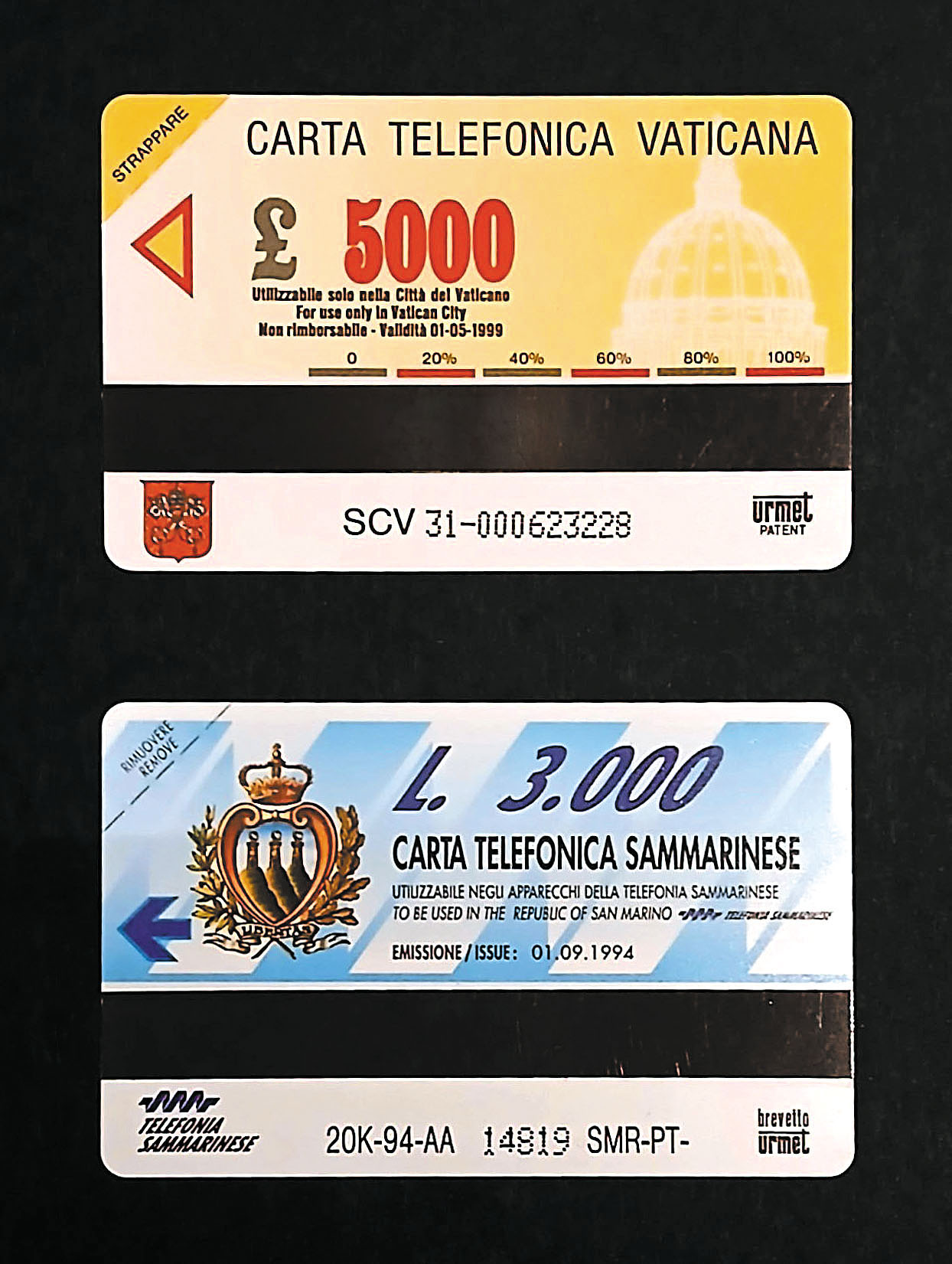
Esemplari nuovi di schede telefoniche a brevetto Urmet della Città del Vaticano e della Repubblica di San Marino

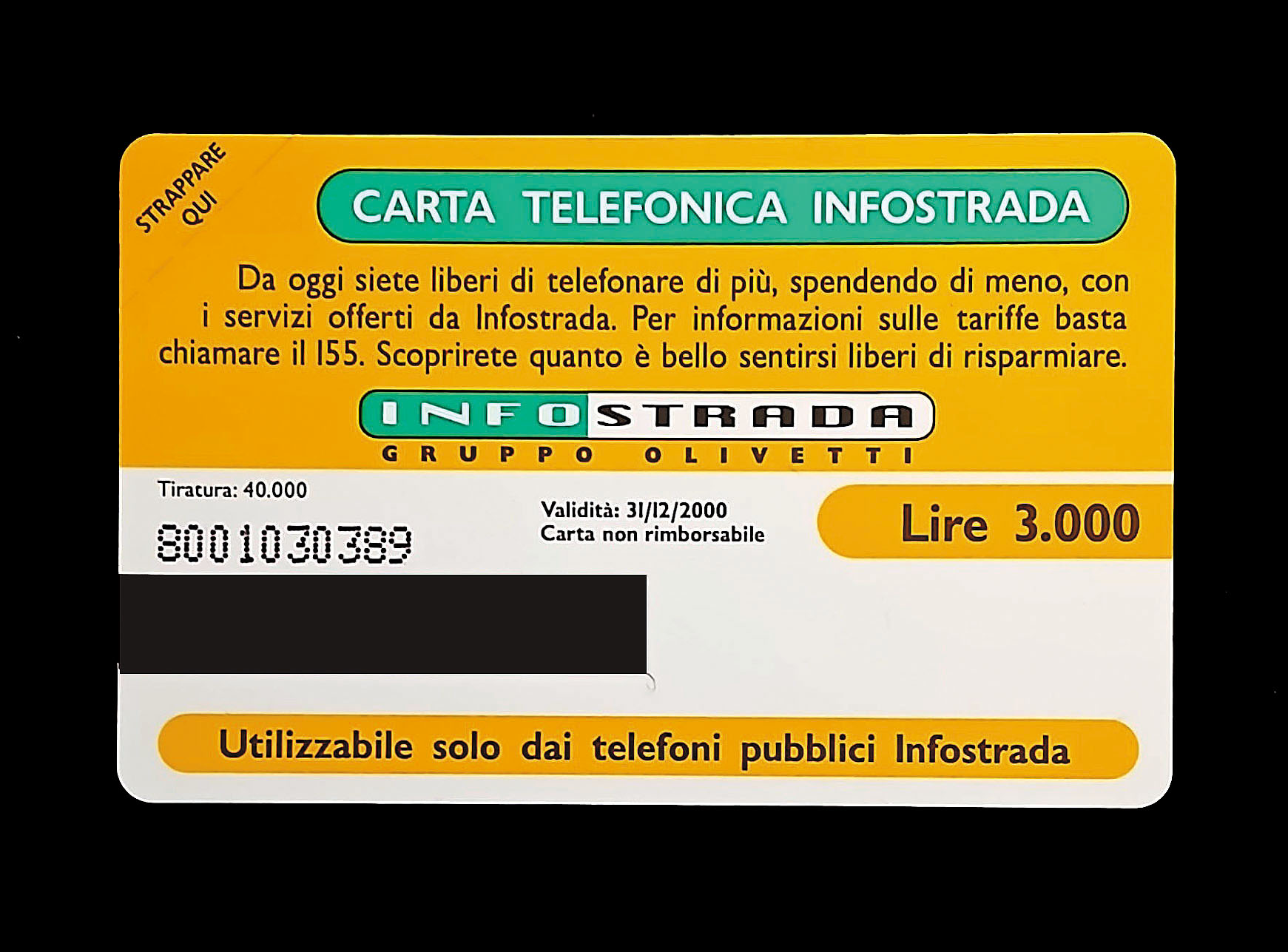
Esemplare nuovo della prima emissione di una scheda telefonica Infostrada a brevetto Urmet

Questi possono essere a ragione considerati gli anni d’oro della scheda telefonica, sia in Italia che all’estero. In Italia la scheda telefonica era venduta presso qualsiasi tabaccheria, edicola, ufficio postale, autogrill, albergo, campeggio, negozio InSip o altro punto vendita autorizzato che ne facesse richiesta. Si può quasi affermare che non ci sia stata persona che allora non l’abbia utilizzata almeno una volta e che l’abbia avuta con sé nel portafoglio o in borsetta, in automobile, in ufficio, oppure che l’abbia data in dotazione ai propri figli o a parenti e nipoti per telefonare a casa in caso di necessità. Una grande diffusione della scheda telefonica si ebbe anche nei luoghi di vacanza, dove in alcune ore serali non era affatto raro veder formarsi file di persone davanti alle cabine telefoniche di luoghi turistici, ciascuna in paziente attesa del proprio turno per telefonare. 
Proprio per rispondere a una precisa esigenza del mercato, Telecom Italia in questi anni decise di emettere anche particolari schede telefoniche aziendali denominate Carta Azienda e personalizzate per catene alberghiere, cooperative o comunità religiose e conventi. Questi esemplari, pur avendo una tiratura molto alta, divennero presto una rarità molto ricercata dai collezionisti. Altra iniziativa fu l’emissione della Carta di Credito Telefonica, una vera e propria carta bancaria con cui pagare il proprio traffico telefonico.
Dopo lustri di enorme diffusione e popolarità, con l’avvento della telefonia mobile privata di massa, la scheda telefonica ebbe una prima battuta d’arresto ma rimase ancora uno strumento abbastanza utilizzato per i primi anni Duemila.
Al passaggio da Lira a Euro le schede subirono soltanto parziali modifiche, ovvero l'introduzione della doppia valuta espressa in Lira ed Euro. In seguito scomparve la dicitura "scheda telefonica" per lasciare maggiore spazio alla pubblicità sul fronte e il valore facciale, espresso unicamente in Euro, che venne indicato a lato della banda magnetica nel solo colore rosso, con i nuovi tagli che si assestarono infine sui valori facciali di 2,50 Euro, 5 Euro, 10 Euro e 15 Euro.
La crescente diffusione della telefonia mobile, unita all’avvento degli smartphone, hanno radicalmente cambiato le abitudini telefoniche degli utenti, tanto da decretare una sempre più drastica riduzione del numero delle cabine telefoniche e dei telefoni pubblici. 
A seguito di un breve periodo in cui sono stati commercializzati anche piccoli lotti di schede Telecom Italia con microchip destinate ai nuovi telefoni pubblici Digito, gli ultimi esemplari realizzati di scheda telefonica riportano soltanto il logo TIM, secondo l’ultima variazione nominale e societaria dell'azienda.
Nonostante ciò, per entrambi i modelli di scheda telefonica la loro realizzazione è andata inesorabilmente diminuendo, fin tanto da costringere la TIM a contemplare la produzione di una sola serie annuale a tiratura limitata sino al 2018, ma il cui reperimento è stato sempre più appannaggio del mercato collezionistico.
Di fatto si può affermare con sufficiente certezza che il periodo delle schede telefoniche sia decisamente tramontato ma sopravviva unicamente a livello meramente collezionistico.

### Estero
Anche al di fuori dell'Italia le varie compagnie telefoniche nazionali emisero schede prepagate da utilizzarsi nelle postazioni pubbliche, riuscendo molto prima che in Italia, a sostituire definitivamente l'uso di monete. 
Paradossalmente, la tecnologia italiana Urmet con banda magnetica e talloncino di controllo venne adottata meno frequentemente, preferendo i sistemi a lettura ottica oppure la successiva tecnologia con microchip, tuttavia il brevetto Urmet è stato largamente esportato e utilizzato da società telefoniche di svariati Paesi nel mondo, come: Argentina, Armenia, Bangladesh, Bielorussia, Bolivia, Egitto, Liberia, Lituania, Myanmar, Pakistan, Polonia, Russia, San Marino, Sierra Leone, Tunisia, Uzbekistan e Vaticano.
In breve tempo numerose compagnie telefoniche nel mondo adottarono brevetti analoghi con banda magnetica per telefoni pubblici con il pagamento prepagato del traffico telefonico; esse vengono solitamente raggruppate in base alla società produttrice del brevetto o alla tecnologia, assumendo talvolta il nome dalla compagnia stessa.
Oltre a quello Urmet, i principali brevetti affermatisi nel mondo sono i seguenti:
- Alcatel Bell
- Autelca
- DLRCT
- GPT
- Tamura, Anritsu e Hakuto
- Siemens, Solaic, Gemplus, Bull CP8, Schlumberger, Oberthur (tecnologie con microchip)

Alla Siemens si deve la comparsa dell'innovativa tecnologia a microchip, con la realizzazione del suo primo brevetto nel 1984. La prima compagnia telefonica a utilizzare il brevetto Siemens fu la Deutsche Bundepost, seguita quasi subito dalla France Télécom, che però impiegò il brevetto francese Solaic depositato dall'ingegner Roland Moreno. Il chip, ovvero il piccolo circuito elettronico integrato realizzato con una sottile lamina in oro, argento o nickel, poteva variare a seconda del brevetto utilizzato dall’azienda produttrice e, grazie alla sua capienza e versatilità, consentiva di memorizzare gli scatti, oltre a molte altre informazioni. Differenti furono anche i nomi che vennero popolarmente dati al microchip: in Francia, Canada e Paesi francofoni divenne nota come "puce" (pulce), in altri casi venne soprannominata "gem" (gemma) e ben presto i vari brevetti di microchip sostituirono le vecchie schede a lettura ottica Landys&Gyr. Una delle prime compagnie telefoniche europee a operare questa sostituzione fu la British Telecom nel 1994, poi la Swisscom e infine la Belgacom.
Le migliori prestazioni del sistema a microchip superarono anche il longevo brevetto Urmet a banda magnetica, che tuttavia in Italia perdurò ancora molto a lungo ed è stato comunque prodotto fino al 2018, seppur in pochissimi esemplari e nonostante l’affiancamento di lotti di schede Telecom Italia a microchip per i nuovi telefoni pubblici Digito.

## Caratteristiche

### Funzionamento
In generale, la scheda telefonica per l’utilizzo di apparecchi pubblici aveva la caratteristica di essere prepagata, cioè a fronte del pagamento dell'importo di vendita veniva fornita una quantità di traffico telefonico. La scheda telefonica utilizzata per i telefoni pubblici veniva inserita nell'apposita fessura e mostrava sullo schermo del telefono pubblico il credito residuo utilizzabile per effettuare le telefonate. Riagganciando il telefono, la scheda telefonica veniva restituita, dando così la possibilità di essere riutilizzata più volte fino all'esaurimento del credito.
Il discorso era differente per le carte di credito telefonico, ovvero delle schede telefoniche plastificate e spesso nominative, che non avevano un traffico telefonico prepagato ma consentivano di addebitare il costo della telefonata direttamente sul conto corrente bancario del possessore della carta di credito telefonica.
Un'altra tipologia di scheda telefonica, la cosiddetta remote memory non era invece creata per l'inserimento dentro l'apparecchio telefonico ma aveva solitamente un codice da grattare tramite il quale si effettuava la ricarica su un conto virtuale dal quale veniva consumato il traffico telefonico fino all’esaurimento del credito. Questo tipo di carte era molto utilizzato per le chiamate internazionali e, in seguito, il suo procedimento fu adottato per commercializzare le cosiddette "ricariche", ovvero le schede telefoniche utilizzate negli anni successivi per ricaricare il credito sui telefoni cellulari.

### Il brevetto SIDA
Il brevetto SIDA fu il primo a prevedere una fascia magnetica applicata al supporto di cartonato pressato e stampato della scheda, che conteneva 4 unità da 50 Lire memorizzate in una fascia magnetica centrale presente sul frontespizio della stessa. All’esaurimento del credito, essa veniva trattenuta all’interno dell’apparecchio dotato dell’apposito lettore per essere successivamente prelevata e distrutta. 
Dopo il periodo di iniziale sperimentazione partito nel 1976 e durato circa dieci mesi, comprendente anche ulteriori prove riguardanti il materiale di supporto, nel 1977 vennero prodotte delle schede con una maggiore tiratura e diffusione, con un appalto di produzione che venne affidato all’industria tipografica lombarda Pikappa. La scheda assunse dei nuovi connotati, essendo costituita da un cartonato più rigido e leggermente plastificato su entrambi i lati, mentre l’iniziale colorazione bianca lasciò il posto a una stampa a due colori in giallo su fondo blu sulla parte superiore e con gli stessi colori invertiti nell’area sottostante. Il verso per l’inserimento continuava a essere quello verticale, con la banda magnetica trasversale al centro e una trezzatura diagonale in basso a sinistra per il talloncino di controllo. Le successive versioni videro variare la grafica invertendo le colorazioni e introducendo differenti trezzature a seconda dei lotti realizzati, variandone anche il posizionamento.

### Il brevetto Urmet
L’azienda torinese Urmet iniziò a lavorare a un proprio brevetto già a partire dal 1984 e produsse alcuni primi 
prototipi nel 1985. Essi vennero testati in via sperimentale sul territorio ma anche presso alcune basi NATO, anche grazie al celebre prototipo "NATO blu". Questa prima sperimentazione prototipale Urmet portò alla realizzazione della “Serie Bianca”, prodotta dalla Mantegazza in cartoncino pressato e plastificato. La stampa di questi prototipi fu assegnata inizialmente alla ATEL ma in seguito venne definitivamente appaltata a differenti industrie tipografiche lombarde: Mantegazza, Technicard System, alla già nota Pikappa e successivamente alla Cellograf.
Questa nuova scheda SIP a brevetto Urmet era caratterizzata da un inedito orientamento orizzontale con una diversa banda magnetica di più difficile decriptazione per scongiurare frodi o falsificazioni e il tagliando di controllo venne definitivamente posto nell'angolo superiore sinistro, con una trezzatura parzialmente perforata per facilitarne il distacco. Successivamente il materiale impiegato per la realizzazione delle schede a brevetto Urmet fu il più resistente PVC.

### Altri brevetti
Oltre a quello Urmet, i principali brevetti affermatisi nel mondo sono i seguenti:
- Alcatel Bell Sono schede magnetiche prodotte dalla belga Alcatel, caratterizzate per essere sottili e con la banda magnetica sul retro. Non hanno avuto molto successo e sono state essendo state utilizzate soltanto in pochi Paesi, tra cui Belgio e Turchia.
- Autelca È il brevetto dell’omonima compagnia svizzera ma è stato utilizzato anche dalla compagnia telefonica inglese Cable&Wireless per schede telefoniche di molte isole dei Caraibi, in Medio Oriente e in molte nazioni dell’Africa.
- DLRCT Sono schede che presentano una banda magnetica in orizzontale alta 12 millimetri, note per essere di spessore maggiore e molto diffuse in Danimarca.
- GPT È il brevetto dell’azienda inglese GEC Plessey Telecommunications utilizzato per le prime schede telefoniche della British Telecom ma anche per schede telefoniche di Irlanda, Bulgaria, Malaysia, Singapore. Queste schede sono più spesse e pesanti, apprezzate dai collezionisti di schede telefoniche.
- Tamura Le tre compagnie giapponesi Anritsu, Hakuto e Tamura hanno sviluppato una tecnologia comune ma diversa dalle altre schede a banda magnetica e vengono comunemente indicate genericamente come "giapponesi". La tecnologia Tamura è quella che si è affermata nello specifico settore telefonico e che fu adottata dalla società telefonica giapponese NTT. Esse non hanno una banda magnetica ma le informazioni sono codificate magneticamente su tutta la superficie del recto della scheda telefonica, che solitamente è di un grigio argenteo uniforme. Nel lato figurato della scheda era presente una scala graduata che tramite perforazione restituiva l’indicazione del consumo. Con uno spessore di soli 0,28 millimetri, sono le schede più sottili in assoluto, flessibili ma estremamente resistenti. Questa tecnologia è stata largamente impiegata dalla società telefonica giapponese NTT ma anche al di fuori del Giappone, per la realizzazione di schede di compagnie telefoniche di Australia, Cambogia, Egitto, Emirati Arabi Uniti, Hawaii, Turchia e talvolta alcuni stati africani.
- Siemens, Solaic, Gemplus, Bull CP8, Schlumberger, Oberthur Ovvero la tecnologia a microchip, che ha rappresentato una vera svolta rispetto a tutte le tecnologie precedenti. Il microchip a circuito integrato ha di fatto progressivamente sostituito tutti i brevetti antecedenti grazie alla sua affidabilità, sicurezza e versatilità in svariati campi, estendendosi anche oltre l’impiego, sempre più ridotto nel tempo, delle sole schede telefoniche.[4]

Le prestazioni più performanti del sistema a microchip superarono anche il longevo brevetto Urmet a banda magnetica, che comunque in Italia perdurò ancora fino al 2018. La versatilità di questo nuovo sistema ha coinvolto diversi ambiti, soppiantando quasi ovunque le precedenti tecnologie e divenendo anche la tecnologia utilizzata per le schede ricaricabili dei primi telefoni cellulari GSM, che inizialmente si inserivano interamente nel cellulare stesso, per poi lasciar spazio alla sola SIM staccabile, che di fatto altro non è che il supporto che contiene il microchip e che, nel corso degli anni, è diminuito di misura fino ai più recenti formati di "Micro-SIM" e "Nano-SIM".
A utilizzare la tecnologia a microchip sono ormai anche le carte bancarie di debito e credito, i badge aziendali, chiavi elettroniche di vario genere e praticamente quasi ogni forma di scheda elettronica odierna.

## Collezionismo
In generale, per risultare interessante dal punto di vista collezionistico, non è sufficiente che una scheda sia datata, abbia una tiratura bassa o un valore facciale originale, ma deve essere necessariamente in buone condizioni estetiche, poiché una scheda anche leggermente abrasa, danneggiata o smagnetizzata può vedere drasticamente diminuito il suo valore. Le migliori versioni sono ovviamente le fior di stampa, ovvero quelle nuove e che presentano ancora integro il talloncino staccabile per quanto riguarda le schede a brevetto Urmet, oppure provviste della propria confezione sigillata originale. In questi casi, al valore collezionistico si somma comunque il valore facciale della scheda mai utilizzata.

### Rarità italiane
Come in tutti gli oggetti da collezione anche tra le schede telefoniche vi sono delle rarità. La prima scheda telefonica italiana entrò in funzione nel maggio del 1976 limitatamente a qualche apparecchio a Roma ma, poiché al termine del loro utilizzo esse venivano trattenute dall’apparecchio per essere prelevate e distrutte, trovare qualche esemplare esaurito di queste schede SIDA “Serie 0” è praticamente impossibile, pertanto l’improbabile eventualità di trovare ancora qualche rarissimo esemplare nuovo, costituirebbe un vero e proprio evento raro e il prezzo per entrarne in possesso potrebbe essere davvero proibitivo. Diversamente, le normali schede SIDA successive si suddividono in tre gruppi e differiscono per la tipologia di trezzatura angolare e gli esemplari più rari sono le serie “omaggio”, le serie bilingue destinate al Trentino-Alto Adige, nonché le versioni realizzate in PVC color avorio per il Senato della Repubblica e la Camera dei Deputati.
Tra le serie Urmet gli esemplari più rari sono certamente i prototipi delle “Serie Bianca”, tra cui quelle il cui utilizzo sperimentale fu presso le sole basi italiane NATO, tra queste l’esemplare “NATO blu” è considerato raro. Tra gli esemplari della “Serie Rossa” i pezzi più ricercati possono essere considerati quelli bilingue destinati al Trentino-Alto Adige.
Tra gli esemplari della "Serie Azzurra" la scelta è molto più ampia. Gli esemplari più ambiti sono quelli nati in collaborazione con il Ministero del Turismo tra cui il Particolare di Michelangelo, i Mulini a vento e i Trulli di Alberobello, tutte schede realizzate dalla Technicard System all’inizio del 1989 come prototipia per la “Serie Turistica”, di cui è impossibile non citare il ricercatissimo esemplare Torre di Pisa, valutato nell’ordine di migliaia di Euro. 
Altre emissioni successive delle schede Urmet a marchio SIP che possono suscitare un interesse collezionistico sono la serie Fasce orarie, la serie Pagine Gialle, la serie Italtel, la serie Stadi italiani, alcune emissioni bilingue per il Trentino-Alto Adige, tuttavia non mancano esemplari più recenti che sono considerati pressoché introvabili, come la serie La Settimana Enigmistica, di cui l’esemplare più raro in assoluto è la celebre Il Labirinto, poiché la rarità di questo esemplare risiede nel fatto che tale scheda fu ritirata dalla vendita quasi subito a causa di una controversia tra la committenza e l’autore del disegno, con la conseguente distruzione delle giacenze dei pezzi invenduti. 
Altra rarità molto apprezzata dai collezionisti è la speciale scheda Urmet a marchio Telecom Italia che è stata emessa nel 2001 con doppio valore facciale Lira/Euro da 1.000 Lire / 0,52 Euro in collaborazione con AIG, l’Associazione Italiana degli Ostelli per la Gioventù, che venne utilizzata dall’ente turistico come tessera associativa personale. Essa sul recto riporta una superficie scrivibile con il proprio nome, cognome e numero progressivo, pertanto ogni esemplare è un pezzo unico. Vi sono poi le numerose schede omaggio, cui molte sono difficili da reperire magnetizzate originali ma che hanno alte valutazioni. Le più importanti sono la Agentour Bandiera, la Beckman, la Cosentino, la Italpro, la Jumbo, la serie Saage sovrastampata, la coppia 486 Intel, la serie Alitalia e la serie Lufthansa.
Un’ultima menzione la meritano anche le varie schede "test" e i tanti esemplari che riportano evidenti errori di stampa, prove e/o alterazioni che esse hanno subìto durante il processo produttivo ma che le hanno rese dei pezzi unici.

### Rarità estere
Per quanto concerne le schede telefoniche estere, vi sono esemplari molto rari riguardanti Paesi la cui diffusione di tale supporto è stato carente o limitato a pochi pezzi, come il caso della Somalia, oppure risultano rari esemplari di stati non ufficialmente riconosciuti come la Transnistria, l'Abcasia e la Palestina. 
Molto apprezzate sono anche le schede telefoniche giapponesi, con una grande varietà di soggetti e, in generale, quelle delle località più remote, come le isole caraibiche o quelle della Polinesia.

### Eventi
L'evento collezionistico internazionale dedicato alle schede telefoniche più importante dell'anno è la fiera Phonecards International Meeting, che si svolge nel mese di aprile a Grugliasco ed è organizzata dall'associazione Worldwide Phonecards Collectors Club.
Al Phonecards International Meeting partecipano collezionisti ed espositori provenienti da tutto il mondo (Australia, Cina, Sudafrica, Israele e quasi tutte le nazioni europee).